# Ministarstvo obrazovanja Sjedinjenih Američkih Država
Ministarstvo obrazovanja SAD-a (engl. United States Department of Education) je ministarstvo u SAD koje se brine za provedbu nastavnog plana i programa i prikupljanje informacija iz obrazovnih ustanova u Sjedinjenim Državama.
To je najmanje ministarstvo u SAD s oko 5.000 zaposlenih. Ministarstvo vodi ministar obrazovanja koji je pripadnik Kabineta Sjedinjenih Država, a dužnost trenutno izvršava Arne Duncan.